# Cuscuta coryli
Cuscuta coryli, sinónimo Grammica coryli, nome comum avelã dodder, é uma planta perene da família Cuscutaceae, nativa da América do Norte.

## Status de conversação nos Estados Unidos
Ela esta listada como uma preocupação especial e acredita-se destruída em Connecticut, como ameaçada e destruída em Maryland, como ameaçada de extinção em Ohio, e histórica em Rhode Island.